# Flerovium
Flerovium (tidigare ununquadium) är ett grundämne i det periodiska systemet som har det kemiska tecknet Fl (tidigare Uuq) och atomnumret 114. Flerovium förekommer inte naturligt, är radioaktivt med alfa-sönderfall och den mest stabila kända isotopen har en halveringstid på 66 sekunder.

## Historik
Bara tre atomer av flerovium tros ha skapats. Den först producerade atomen skapades genom en kärnreaktion där bland annat en kalciumatom fusionerades med en plutoniumatom. 
Man har aldrig lyckats få fram så stor mängd av flerovium att ämnet kunnat studeras på makronivå.
Flerovium är uppkallat efter kärnreaktionslaboratoriet vid Joint Institute for Nuclear Research i  Dubna som i sin tur är uppkallat efter den ryska kärnfysikern Georgi Flerov.

### Upptäckt
Flerovium framställdes första gången genom syntes i december 1998 av ett antal forskare vid Joint Institute for Nuclear Research. Vid syntetiseringen av flerovium bombarderades plutonium-244 med accelererade atomkärnor av kalcium-48.